# 충북창조경제혁신센터

충북창조경제혁신센터는 정부·지방자치단체·민간 간 협력을 통한 창조경제 실현 및 확산에 기여하기 위하여 설립된 재단법인이다. 충청북도 청주시 흥덕구 오송생명 1로 194-25, 청주SB플라자 2층에 위치하고 있다.
매주 월요일 먼데이 피칭을 통해 다양한 스타트업들을 발굴하고 있으며, 발굴 된 스타트업들은 가치레벨업 지원을.위해 기술성 보호를 위한 특허전략, 
사업화를 위한 비즈니스모델링 지원, 상품화 가치를 높이는 하드웨어 엔지니어링 등 다양한 기업 지원을 하고 있다. 또한 이들 기업 중 한단계 성장을 위해 팁스 자금 지원까지 하고 있다.

## 관련 규정
- 창조경제 민관협의회 등의 설치 및 운영에 관한 규정[4]

## 연혁
- 2015년 2월      충북창조경제혁신센터 개소
- 2015년 4월      생산기술존 신설
- 2016년 11월      중소기업청 TIPS운영사 선정

## 조직

### 충북창조경제혁신센터장
- LG창조경제지원단

#### 기술창업실
H/W 혁신실

## 같이 보기
- 민관합동창조경제추진단
- 서울창조경제혁신센터
- 인천창조경제혁신센터
- 경기창조경제혁신센터
- 강원창조경제혁신센터
- 세종창조경제혁신센터
- 대전창조경제혁신센터
- 충남창조경제혁신센터
- 전북창조경제혁신센터
- 광주창조경제혁신센터
- 빛가람창조경제혁신센터
- 전남창조경제혁신센터
- 대구창조경제혁신센터
- 경북창조경제혁신센터
- 부산창조경제혁신센터
- 울산창조경제혁신센터
- 경남창조경제혁신센터
- 제주창조경제혁신센터